# 大叶瑶山越桔
大叶瑶山越桔（学名：Vaccinium yaoshanicum var. megaphyllum）为杜鹃花科越桔属下的一个变种。

## 扩展阅读
- 維基物種上的相關：大叶瑶山越桔